# Daniel Dombrowski
Daniel A. Dombrowski (* 1953 in Philadelphia) ist ein US-amerikanischer Professor für Philosophie an der Seattle University. Seine Forschungsschwerpunkte sind Philosophiegeschichte, Philosophie der Religionen und Ethik. Er gibt eine Fachzeitschrift zur Prozesstheologie, Process Studies (ISSN 0360-6503), heraus.
In seinen Veröffentlichungen verteidigt er einen politischen Liberalismus nach John Rawls aus einer katholischen prozesstheologischen Perspektive. Er hat eine Verteidigung von Schwangerschaftsabbrüchen entwickelt und eine Übersicht zu den Grenzfallargumenten in der Tierethik und Euthanasiefrage verfasst. Er verteidigt eine moralische Pflicht zum vegetarischen Leben und hat in einer Veröffentlichung prämoderne Ansätze zu vegetarischer Ethik untersucht. Seine Einflüsse in dieser Richtung sind Peter Singers Animal Liberation, als eine erste Kontaktaufnahme, sowie vertiefend die Arbeiten von  James Rachels und Dale Jamieson. Weitere Arbeiten fallen in den Bereich der Ästhetik des Sports und in die Geschichtsphilosophie Platons.

## Werke
- Daniel A Dombrowski: Plato's philosophy of history. University Press of America, 1981, ISBN 0-8191-1356-5 (englisch).
- Daniel A Dombrowski: Thoreau the Platonist. P. Lang, 1986, ISBN 0-8204-0364-4 (englisch).
- Daniel A Dombrowski: Hartshorne and the metaphysics of animal rights. State University of New York Press, 1988, ISBN 0-88706-705-0 (englisch).
- Daniel A Dombrowski: Christian Pacifism. Temple University Press, 1991, ISBN 0-87722-802-7 (englisch).
- Daniel A Dombrowski: St. John of the Cross: an appreciation. State University of New York Press, 1992, ISBN 0-7914-0888-4 (englisch).
- Daniel A Dombrowski: Analytic theism, Hartshorne, and the concept of God. State University of New York Press, 1996, ISBN 0-7914-3099-5 (englisch).
- Daniel A Dombrowski, R.J. Deltete: A brief, liberal, Catholic defense of abortion. University of Illinois Press, 2000, ISBN 0-252-02550-4 (englisch).
- Daniel A Dombrowski: Rawls and Religion: the case for political liberalism. State University of New York Press, 2001, ISBN 0-7914-5012-0 (englisch).
- Daniel A Dombrowski: Divine beauty : the aesthetics of Charles Hartshorne. Vanderbilt University Press, Nashville, TN 2004, ISBN 0-8265-1440-5 (englisch).
- Daniel A Dombrowski: A platonic philosophy of religion : a process perspective. State University of New York Press, Albany 2005, ISBN 0-7914-6283-8 (englisch).
- Daniel A Dombrowski: Rethinking the ontological argument: A neoclassical theistic response. Cambridge University Press, 2006, ISBN 0-521-32635-4 (englisch).
- Daniel A Dombrowski: Contemporary athletics and ancient Greek ideals. University of Chicago Press, Chicago 2009, ISBN 978-0-226-15546-3 (englisch).
- Daniel A Dombrowski: Rawlsian Explorations in Religion and Applied Philosophy. Pennsylvania State University Press, 2011, ISBN 0-271-04874-3 (englisch).